# Carla Bozulich
Carla Bozulich (New York, 24 dicembre 1965) è una cantautrice e musicista statunitense.

## Biografia

### Esordi
Nata a New York nel 1965, Carla Bozulich cresce nel Greenwich Village, in una famiglia appassionata di jazz e letteratura. Si trasferisce poi a San Pedro (California). All'età di 13 anni inizia a vagabondare tra musica ed eccessi.
La sua prima apparizione è datata 1982 con il nome Carla Noelle, su Zurich 1916 di Gary Kail (pubblicata nel 1984 nell'album Creative Nihilism). Registra i primi brani con gruppi come Neon Veins e Invisible Chains. Ben presto però la sua vita prende una brutta piega: diventa una prostituta per procurarsi i soldi per l'eroina. A salvarla ci sono un ragazzo che si innamora di lei e la porta in riabilitazione e le sinfonie di Gustav Mahler.
Cantante, chitarrista, performer e videomaker, riprende la carriera musicale con gli Ethyl Meatplow, band di Los Angeles capitanata da John Napier. Con questo gruppo registra e pubblica nel 1993 l'album Happy Days, Sweetheart, prodotto da Barry Adamson (Magazine, Nick Cave).

### Geraldine Fibbers
Pochi mesi dopo il progetto svanisce e la Bozulich si unisce ai reduci dei Glue, band punk che confluisce nei Geraldine Fibbers, quintetto dedito a una rivisitazione del country americano. Diventa quindi frontgirl di questo gruppo, che comprende anche il chitarrista Daniel Keenan, il bassista William Tutton, il batterista Kevin Fitzgerald ed il violinista Jessy Greene.
Ingaggiati dalla Sympathy for the Record Industry, il gruppo debutta nel 1994 con l'EP Get Thee Gone, caratterizzato da un punk-country e da un duetto con Beck (Blue Cross). Grazie al successo ottenuto, i Geraldine Fibbers vengono "reclutati" dalla Virgin Records, che pubblica il loro primo album ufficiale. Si tratta di Lost Somewhere Between the Earth and My Home (1995). Il disco contiene brani già pubblicati e alcuni inediti. Accompagnato dal singolo Dragon Lady, l'album si fa apprezzare per le melodie country a cui sono affiancate distorsioni punk e la voce a tratti graffiante e a tratti avvolgente della Bozulich.
Segue un album dal vivo intitolato Live from the Bottom of the Hill e la ripubblicazione con aggiunta di nuovi pezzi dell'EP d'esordio, che cambia titolo in What Part of Get Thee Gone Don't Understand? (1996). Nel 1994 inoltre collabora con Mike Watt nella realizzazione dell'album Ball-Hog or Tugboat?.

### Incontro con Nels Cline
Ai Geraldine Fibbers si aggiunge il chitarrista Nels Cline, futuro membro dei Wilco e futuro marito di Carla. Con lui il gruppo si accosta ad un rock più elettrico. Nel 1997 esce Butch.
Al culmine della gloria, però, termina il sodalizio tra la Bozulich e Cline che si uniscono negli Scarnella (anagramma di Carla e Nels), progetto sperimentale. L'omonimo album Scarnella (1998) è un'ottima prova per la voce della Bozulich, che si muove tra esasperazioni esistenziali e musiche eteree e rarefatte.
La Bozulich entra in contatto con musicisti di diversa estrazione (jazz, post rock, alternative country). Agli inizi degli anni 2000 pubblica un disco solista di riletture realizzato con Willie Nelson ed intitolato The Red Headed Stranger (2003), nonché un progetto live chiamato I'm Gonna Stop Killing (2004). Porta avanti anche la carriera di videomaker realizzando il video di California Tuffy. Nel 2002 inoltre presenta il suo By Hook or By Crook alle selezioni del Sundance Festival. Collabora con Dave Kendrick's (Devo), con Victor Krummenacher (Camper Van Beethoven) in Bittersweet (2000), con Lydia Lunch (in Smoke in the Shadows (2004).

### Approdo in Canada ed esperienza Evangelista
Trasferitasi in Canada ed approdata alla Constellation, pubblica nel 2006 l'album Evangelista. Si tratta a tutti gli effetti del primo disco solista per Carla, nonché del primo lavoro registrato da un'artista non canadese per l'etichetta di Montréal. Il disco è caratterizzato da un blues gothic sfumato da arpeggi di chitarra e strumentazione elettrificata. Vi collaborano membri di Godspeed You! Black Emperor, A Silver Mt. Zion, Black Ox Orkestar e altri. Tutti i brani (compresa la cover di Pissing dei Low) hanno un'impronta drammatica e sono intrisi di tensione ed esasperazione, anche vocale.
La Bozulich fa seguire alla pubblicazione di Evangelista un tour che tocca America ed Europa, con performance al limite tra musica e teatro d'avanguardia. 
Decide inoltre di cambiare nome e sceglie proprio Evangelista per pubblicare l'album Hello, Voyager (2008) a cui partecipano, come per il precedente, diversi ospiti e strumentisti. Anche in questo lavoro non passa inosservato l'eclettismo musicale ed interpretativo della Bozulich.
Nel 2009 pubblica Prince of Truth. A questo album partecipano Tara Barnes (basso), Dominic Cramp (tastiere ed altri strumenti) e Lisa Gramble, che avevano già accompagnato live Carla. Tra la primavera e l'estate del 2009 ha improvvisato un progetto chiamato Bloody Claws insieme a Francesco Guerri, che l'ha portato in tour in Europa (il progetto è ripartito nel 2012 con Okkyung Lee).
Nel 2011 esce a nome Evangelista l'album In Animal Tongue.

## Altre attività
Tra il 2000 ed il 2010, Carla Bozulich ha curato sotto il nome Eyes for Ears il Fake Party, definito "una musica nuova vestita da festa che incontra un evento sociale travestito da arte". Si tratta di performance che "giocano" con l'architettura dei luoghi da festa.
Lavora anche come scrittrice di articoli, critica e poesie, nonché come disegnatrice.

## Discografia

### Album
Solista
- 2003 - The Red Headed Stranger
- 2004 - I'm Gonna Stop Killing
- 2006 - Evangelista
- 2008 - Unrock Instore Gig Series Volume 4 (pubblicato in Germania a tiratura limitata)
- 2014 - Boy
- 2018 - Quieter

Partecipazioni a compilation da solista
- 2000 - New Coat of Paint: Songs of Tom Waits
- 2002 - Fields And Streams
- 2005 - For a Decade of Sin: 11 Years of Bloodshot Records

Come Evangelista
- 2008 - Hello, Voyager
- 2008 - Live at Issue Project, NYC June 15, 2008 (venduto ai concerti)
- 2009 - Prince Of Truth
- 2011 - In Animal Tongue

Con i Geraldine Fibbers
- 1995 - Get Thee Gone (vinile)
- 1995 - The Geraldine Fibbers (EP)
- 1995 - Lost Somewhere Between the Earth and My Home
- 1996 - Live From the Bottom of the Hill
- 1997 - What Part of "Get Thee Gone" Don't You Understand?
- 1997 - Butch

Con gli Scarnella
- 1998 - Scarnella
- 2010 - Scarnella/Fluorescent Pigs - split 10"

Con Ches Smith
- 2012 - Run (solo digitale)

Con Simone Massaron
- 2008 - Dandelions on Fire

Con gli Invisible Chains
- 1986 - Invisible Chains

Con gli Ethyl Meatplow
- 1993 - Happy Days, Sweetheart

Con Mike Watt
- 1994 - Ball-Hog or Tugboat?

### Altre collaborazioni
- 1984 - in Creative Nihilism (con il nome Carla Noelle) con Gary Kail/Zurich 1916
- 1996 - in Oedipus Schmoedipus (con il nome Carla Bozlavich) con Barry Adamson
- 1997 - in Citizen Wayne con Wayne Kramer
- 1999 - in I've Got News For You con Hadda Brooks
- 2000 - in Bittersweet con Victor Krummenacher
- 2000 - in Weak Beats And Lame-Ass Rhymes con Two Dollar Guitar
- 2001 - in Destroy All Nels Cline con Nels Cline
- 2002 - in Various - SoundCd no. 1 con Bonnie Barnett e Rick Potts
- 2003 - in Cry con The Scott Amendola Band
- 2004 - in Smoke In The Shadows con Lydia Lunch
- 2004 - in Dangers Of Intimacy con Gowns
- 2004 - in Various - Secular Steel con Nels Cline
- 2007 - in Traineater con The Books of Knots
- 2008 - in 6 con Bulbul
- 2009 - in Gagarin con Mickey Finn e Cuong Vu
- 2010 - in Daggers At The Moon con Hawnay Troof
- 2011 - in Drama Queen con (r)
- 2011 - in Dog Rose Gall con Whitman
- 2012 - in Always con Xiu Xiu
- 2012 - in Composed con Jherek Bischoff